# Dornum
Dornum là một đô thị ở East Frisian huyện Aurich, trong bang Niedersachsen, nước Đức. Đô thị Dornum có diện tích 69,32 km². Dornum nằm gần bờ Biển Bắc, cự ly khoảng 15 km về phía đông của Norden, và 20 km về phía bắc của Aurich.
Các khu vực dân cư:: Neßmersiel, Dornumersiel, Nesse, Roggenstede, Westerbur, Westeraccum, Schwittersum.